# Проєкт з будівництва об'єктів «Централізоване сховище відпрацьованих джерел іонізуючого випромінювання» (ЦСВДІВ)
Проєкт зі створення безпечного і надійного у довгостроковій перспективі сховища відпрацьованих джерел іонізуючого випромінювання (ДІВ)  у 30-км Чорнобильській зоні відчуження «Централізоване сховище відпрацьованих джерел іонізуючого випромінювання» (ЦСВДІВ) реалізований у 2008-2015 рр.
Фінансування проєктних робіт відбулося за рахунок коштів донорської технічної допомоги уряду Великої Британії в рамках ініціативи держав Великої вісімки «Глобальне партнерство проти розповсюдження зброї та матеріалів масового знищення» та за додаткової підтримки Європейського Союзу. Представником донора в Україні стали Crown Agents, які взяли участь у розробці проєктної документації і будівництві сховища.  
Бюджет проєкту – понад 15 млн євро. 

## Історія
Будівництво об’єкту здійснювалося на території комплексу виробництв «Вектор», що розташований у зоні відчуження на відстані 17 км у південно-західному напрямку від Чорнобильської АЕС. Сховище відпрацьованих ДІВ на сьогодні не має аналогів у світі та є основним елементом щодо вдосконалення усієї системи поводження з відпрацьованими ДІВ в Україні.  
Рішення про будівництво сховища було прийняте з метою скорочення обсягів радіоактивних відходів (РАВ) та зосередження їх в одному строго контрольованому місці. 

## Цілі і завдання
Цей проєкт сприяє виключенню негативного впливу на навколишнє середовище та населення потенційного джерела забруднення та поліпшенню екологічної обстановки і зниження соціальної напруженості в регіонах України, з яких відпрацьовані ДІВ будуть вивозитися на комплекс виробництв.
Основним завданням ЦСВДІВ є прийом, ідентифікація, сортування, обробка, комплектація, упаковка, паспортизація і подальше роздільне зберігання відпрацьованих джерел альфа-, бета-, гамма- і нейтронного випромінювання закритого типу для їх передачі в подальшому на захоронення. Період зберігання – до 50 років .  
ЦСВДІВ має забезпечити централізоване розміщення усього обсягу відпрацьованих ДІВ (близько 500 000 одиниць відпрацьованих ДІВ різних типів та конструкцій), які на сьогодні накопичені на майданчиках спеціалізованих підприємств з поводження з РАВ Державної корпорації «УкрДО “Радон”», а також знаходяться у використанні у медицині, науці та промисловості . 